# Uloborus oculatus
Uloborus oculatus es una especie de araña araneomorfa del género Uloborus, familia Uloboridae. Fue descrita científicamente por Kulczynski en 1908.
Habita en Singapur.